# 이윤종
이윤종(李允鍾, 일본식 이름: 宮村允鍾미야무라 인쇼, 1896년 ~ ?)은 일제강점기의 언론인으로, 호는 백언(白言)이다.

## 생애
1920년대 일본 와세다 대학 정치경제과를 졸업했으며,기관지 매일신보에 입사한 뒤부터 정치부장(1934년 1월 21일 ~ 1935년)과 경제부장(1935년 2월 26일 ~ 1942년), 편집국장 사무취급(1940년 9월 8일), 편집국 차장 겸 정리부장(1942년 4월 24일), 전임 논설위원(1943년), 논설부장(1945년)을 역임했고, 1945년 6월 8일 조선언론보국회 평의원으로 선임되었다.
매일신보에 재직하는 동안 잡지 《문장》, 《신시대》, 《조광》, 국민총력조선연맹 기관지 《국민총력》에 일제의 식민지 경제 지배 정책을 지지하고 찬양하는 글을 기고했다. 이러한 경력 때문에 민족문제연구소의 친일인명사전 수록자 명단의 언론/출판 부문, 친일반민족행위진상규명위원회가 발표한 친일반민족행위 705인 명단에 포함되었다.
광복 이후인 1946년 10월 20일에 창간된 일간신문 《제3특보》 주필을 맡았고, 1946년 11월 26일 이승만의 미국 방문을 후원하기 위해 결성된 단체인 한국민족대표외교후원회(韓國民族代表外交後援會)에서 선전부 회원을 역임했다.

## 주요 기고문
- 〈식량문제와 조선미(朝鮮米) 1, 2, 3, 4회〉 (매일신보, 1940년 1월 5일 ~ 1월 10일)
- 〈제국기행(帝都紀行) 1, 2회〉 (매일신보, 1940년 2월 22일 ~ 2월 23일)
- 〈공익(公益)〉 (문장, 1941년 1월)
- 〈경제 신체제의 이념〉 (신시대, 1941년 2월)
- 〈6억 저축의 목적, 국민의 의무이자 자랑이다〉 (국민총력, 1941년 6월)
- 〈환영받는 두(豆, 콩) 채권, 특히 반도인이 사는 것은 쉽다〉 (국민총력, 1941년 7월)
- 〈물가 문제의 재검토〉 (조광, 1941년 7월)
- 〈'재정금융 기본방책 요강' 완성〉 (국민총력, 1941년 8월)
- 〈주택정책의 재음미〉 (춘추, 1941년 8월)
- 〈자산동결이란 무엇인가〉 (국민총력, 1941년 9월)
- 〈반도 농민의 풍년, 미곡장려금 제도 결정〉 (국민총력, 1941년 11월)
- 〈전시 경제의 건강법, 증세(增稅) 내선(內鮮) 일제히 단행〉 (국민총력, 1941년 12월)
- 〈저축 목표의 인상, 국가 발전을 위해 나아가자 저축으로〉 (국민총력, 1942년 1월)
- 〈기업허가령〉 (국민총력, 1942년 2월)
- 〈증세(增稅) 빨리 이해하기〉 (국민총력, 1942년 5월)

## 참고 자료
- 친일반민족행위진상규명위원회 (2009). 〈이윤종〉. 《친일반민족행위진상규명 보고서 Ⅳ-13》. 서울. 750~771쪽.